# 히어로즈 연도별 선수 명단 (1982년 - 1990년)

## 포지션별 주전
- 각 포지션별로 해당 시즌 가장 많은 경기에 출장한 선수들 명단이다. (투수의 경우는 최다승 선수)

| 연도   | 투수     | 포수   | 1루수  | 2루수  | 3루수  | 유격수 | 우익수 | 중견수 | 좌익수 | 지명타자 |
| 2008년 | 장원삼   | 강귀태 | 이숭용 | 김일경 | 정성훈 | 강정호 | 송지만 | 이택근 | 전준호 | 브룸바   |
| 2009년 | 장원삼   | 강귀태 | 이숭용 | 김일경 | 황재균 | 강정호 | 송지만 | 이택근 | 클락   | 브룸바   |
| 2010년 | 번사이드 | 강귀태 | 이숭용 | 김일경 | 김민우 | 강정호 | 유한준 | 장민석 | 클락   | 강병식   |

## 전체 명단

### 투수
| 2008년 | 2009년 | 2010년 |
|        |        | 금민철 |
|        |        | 손승락 |
|        | 임창민 |        |
|        | 오재영 | 오재영 |
| 이현승 | 이현승 |        |

### 포수
| 2008년 | 2009년 | 2010년 |
| 강귀태 | 강귀태 | 강귀태 |

### 내야수
| 2008년         | 2009년         | 2010년         |
| 김민우         | 김민우         | 김민우         |
| 이숭용 (1루수) | 이숭용 (1루수) | 이숭용 (1루수) |
| 김일경 (2루수) | 김일경 (2루수) | 김일경 (2루수) |

### 외야수
| 2008년 | 2009년 | 2010년 |
| 강병식 | 강병식 | 강병식 |
| 송지만 | 송지만 | 송지만 |

## 같이 보기
- 넥센 히어로즈 연도별 선수 명단